# アイジィエー
有限会社アイジィエーは、三重県伊賀市に本社を置く、機械・食品機械・業務厨房機器の製造・販売などを展開する企業。

## 概要
- 「にっぽんの美味しいを創る」を企業のコンセプトとして掲げる[2]。
- 主力事業は業務用厨房機器の製造・販売[3]で、ガス機器、電気調理器、板金製品、ベーカリーオーブン、ピザ窯、ピザ⽣成機械、エスプレッソマシーン、コーヒーメーカーの製造・販売も手がける[1]。
- 2008年に厨房機器の過熱防止装置で特許を取得している[4][5]。

## 沿革
- 1994年9月、アイジィエー厨房創業。オリジナル厨房機器製造開始。
- 2004年9月、有限会社アイジィエー設立。
- 2005年8月、ピザ窯・イタリアン機器の製造販売開始。
- 2006年3月、上海溶岩石有限公司（中国・上海工場）提携。
- 2006年4月、中国輸入代行事業開始。
- 2014年1月、事業承継、代表取締役変更。
- 2014年11月、オーダーメイド家具、ヨーロッパ製品輸入開始。
- 2015年1月、店舗開発・内外装工事事業開始。
- 2016年4月、東京営業所（新宿）開設。
- 2017年11月、中国支社（青島）設立。
- 2018年1月、簡易店舗ユニット（ONE-PAQ）開始。
- 2018年8月、商品物流センター（名古屋）開設。
- 2018年9月、ネット通販、直販小売り事業開始。
- 2018年10月、広州市伊東机電有限公司（中国・広州工場）生産提携。[6]

## 事業内容
- 完全オーダーメイド調理器具製造販売
- 溶岩⽯窯製造販売
- インターネット通販
- グリルステーション製造
- インポート＆オーダーメイド家具販売
- 店舗開発プロデュース
- 簡易店舗ユニット

## 事業所
本社
三重県伊賀市緑ヶ丘東町1047-7　
ショールーム
三重県伊賀市問屋町17
関東事業部
神奈川県横浜市神奈川区栄町5-1　横浜クリエーションスクエア14階
中国
- 青島支社 インポート事業部

Room1001,Building1,Plage Mansion,No.230 Shenzhen Road,Laoshan District,Qingdao,China
- 上海工場